# Бренер, Сергей
Сергей Бренер (6 марта 1971, Казахская ССР, СССР) — советский и узбекистанский фристайлист. Участвовал в зимних Олимпийских играх 1994 года.

## Биография
Сергей Бренер родился 6 марта 1971 года в Казахской ССР.
Дебютировал на международных соревнованиях по фристайлу в 1989 году, выступив на Кубке мира в Тинь.
В апреле 1990 года стал бронзовым призёром в ски-кроссе и комбинации на молодёжном чемпионате в Пюхятунтури.
В 1993 году участвовал в чемпионате мира в Альтенмаркте. Занял 26-е место в акробатике, 30-е — в ски-кроссе, 58-е — в могуле, 4-е — в комбинации.
В 1994 году вошёл в состав сборной Узбекистана на зимних Олимпийских играх в Лиллехаммере. Выступал в акробатике. В квалификации по сумме двух прыжков занял 19-е место среди 24 участников с 159,93 балла и не попал в число 12 финалистов. Был первым в истории знаменосцем сборной Узбекистана на церемониях открытия и закрытия Олимпиады.
В 1996 году завоевал бронзовую медаль на зимних Азиатских играх в Харбине. Бренер занял 3-е место в акробатике, уступив китайцам Оу Сяотао и Фэй Дунпэн.
В 1997 году завершил спортивную карьеру.